# Moussey, Aube

Moussey este o comună în departamentul Aube din nord-estul Franței. În 1 ianuarie 2022 avea o populație de 661 de locuitori.